# دايفيد بيرغن
دايفيد بيرغن (بالفرنسية: David Bergen) (و. 1957  م) هو كاتب كندي.

## جوائز
حصل على جوائز منها:
- جائزة سكوتيابنك جيلر [الإنجليزية]‏، عن عمل: The Time in Between [الإنجليزية]‏ (2005).